# Ports-sur-Vienne
Ports-sur-Vienne (até 2020: Ports) é uma comuna francesa na região administrativa do Centro-Vale do Loire, no departamento Indre-et-Loire. Estende-se por uma área de 11,06 km². Em 2010 a comuna tinha 370 habitantes (densidade: 33,5 hab./km²).